# Pałac w Sztynorcie
Pałac w Sztynorcie zabytkowy pałac we wsi Sztynort.

## Historia
- Historia pałacu.

Pałac jest częścią zespołu pałacowo-folwarcznego z końca XVII-XIX w, w skład którego wchodzą jeszcze:
- dwie oficyny z pierwszej poł. XIX w.
- kaplica z 1828[3]
- pawilon - herbaciarnia z 1818[4]
- park,
- dworek łowczego z połowy XIX w.[5]
- spichrz z 1830[6]
- stajnia z połowy XIX w.
- trzy obory z połowy XIX w.
- obora szachulcowa z XVIII w.[7]
- stajnia szachulcowa z XVIII w.[8][1]